# Lajas (Chota)
Lajas es una localidad peruana ubicada en la región Cajamarca, provincia de Chota, distrito de Lajas. Es asimismo capital del distrito de Lajas. Se encuentra a una altitud de 2137 m s. n. m.  Tiene una población de 2570 habitantes en 1993.

## Clima
| Parámetros climáticos promedio de Lajas | Parámetros climáticos promedio de Lajas | Parámetros climáticos promedio de Lajas | Parámetros climáticos promedio de Lajas | Parámetros climáticos promedio de Lajas | Parámetros climáticos promedio de Lajas | Parámetros climáticos promedio de Lajas | Parámetros climáticos promedio de Lajas | Parámetros climáticos promedio de Lajas | Parámetros climáticos promedio de Lajas | Parámetros climáticos promedio de Lajas | Parámetros climáticos promedio de Lajas | Parámetros climáticos promedio de Lajas | Parámetros climáticos promedio de Lajas |
| Mes                                     | Ene.                                    | Feb.                                    | Mar.                                    | Abr.                                    | May.                                    | Jun.                                    | Jul.                                    | Ago.                                    | Sep.                                    | Oct.                                    | Nov.                                    | Dic.                                    | Anual                                   |
| --------------------------------------- | --------------------------------------- | --------------------------------------- | --------------------------------------- | --------------------------------------- | --------------------------------------- | --------------------------------------- | --------------------------------------- | --------------------------------------- | --------------------------------------- | --------------------------------------- | --------------------------------------- | --------------------------------------- | --------------------------------------- |
| Temp. media (°C)                        | 17.1                                    | 16.7                                    | 16.6                                    | 16.6                                    | 16                                      | 15.5                                    | 15.2                                    | 15.3                                    | 15.8                                    | 16.4                                    | 16.5                                    | 16.5                                    | 16.2                                    |
| Fuente: climate-data.org                |                                         |                                         |                                         |                                         |                                         |                                         |                                         |                                         |                                         |                                         |                                         |                                         |                                         |